# Марчани
Марчани су насељено место у граду Чазма, Бјеловарско-билогорска жупанија, Хрватска.

## Историја
До територијалне реорганизације у Хрватској били су у саставу старе општине Чазма.

## Становништво
У попису становништва из 2011. године, Марчани су имали 103 становника.
| Број становника према пописима | Број становника према пописима | Број становника према пописима | Број становника према пописима | Број становника према пописима | Број становника према пописима | Број становника према пописима | Број становника према пописима | Број становника према пописима | Број становника према пописима | Број становника према пописима | Број становника према пописима | Број становника према пописима | Број становника према пописима | Број становника према пописима | Број становника према пописима |
| ------------------------------ | ------------------------------ | ------------------------------ | ------------------------------ | ------------------------------ | ------------------------------ | ------------------------------ | ------------------------------ | ------------------------------ | ------------------------------ | ------------------------------ | ------------------------------ | ------------------------------ | ------------------------------ | ------------------------------ | ------------------------------ |
| 1857                           | 1869                           | 1880                           | 1890                           | 1900                           | 1910                           | 1921                           | 1931                           | 1948                           | 1953                           | 1961                           | 1971                           | 1981                           | 1991                           | 2001                           | 2011                           |
| 119                            | 116                            | 103                            | 130                            | 158                            | 182                            | 169                            | 168                            | 193                            | 203                            | 192                            | 143                            | 129                            | 129                            | 116                            | 103                            |

### Попис1991.
У попису становништва из 1991. године, Марчани су имали 129 становника, следећег националног састава:
| Попис 1991.‍  | Попис 1991.‍  | Попис 1991.‍ | Попис 1991.‍ | Попис 1991.‍ |
| ------------ | ------------ | ----------- | ----------- | ----------- |
|              |              |             |             |             |
| Хрвати       | Хрвати       |             | 115         | 89,14%      |
| Југословени  | Југословени  |             | 7           | 5,42%       |
| Срби         | Срби         |             | 5           | 3,87%       |
| неопредељени | неопредељени |             | 2           | 1,55%       |
| укупно: 129  |              |             |             |             |

### Попис1910.
| Марчани                                                                   | Марчани |
| ------------------------------------------------------------------------- | --- |
| језик                                                                     | вера |
| укупно: 182 Хрватски 93 (51,09%) Српски језик 83 (45,60%) Чешки 6 (3,29%) | <div style="border:solid transparent;position:absolute;width:100px;line-height:0; укупно: 182 Римокатолици 99 (54,39%) Православци 83 (45,60%) - (-%) |